# آرینس جوی ویکنز
آرینِس جوی ویکِنز (انگلیسی: Aryness Joy Wickens؛ ۵ ژانویهٔ ۱۹۰۱ – ۲ فوریهٔ ۱۹۹۱) اقتصاددان و کارشناس آمار اهل ایالات متحده آمریکا بود که به‌عنوان سرپرست موقت اداره آمار کار ایالات متحده و رئیس انجمن آمار آمریکا خدمت کرد و در توسعهٔ شاخص قیمت مصرف‌کننده در ایالات متحده نقش داشت.

## تحصیلات و شغل
آرینس جوی در بلینگهام، واشینگتن متولد شد. او تحصیلات خود را در مقطع کارشناسی در دانشگاه واشینگتن گذراند و از فی بتا کاپا فارغ‌التحصیل شد و مدرک کارشناسی ارشد خود را در رشتهٔ اقتصاد از دانشگاه شیکاگو دریافت کرد. او در دانشگاه واشینگتن به عضویت کاپا کاپا گاما درآمد.
او پس از تدریس در زمینهٔ اقتصاد در کالج مونت هول‌یوک از سال ۱۹۲۴ تا ۱۹۲۸ به واشینگتن، دی.سی. نقل مکان کرد تا در شورای حکام فدرال رزرو مشغول به کار شود. کار او در این شورا شامل اندازه‌گیری تولید صنعتی بود. او همچنین در اوایل دههٔ ۱۹۳۰ برای یکی از پیش‌سازان اداره مدیریت و بودجه کار می‌کرد.
جوی در ۱۹۳۳ به ادارهٔ آمار کار پیوست و در ابتدا در کمیتهٔ مشورتی انجمن آمار آمریکا در این برنامه به خدمت مشغول شد و سپس به‌عنوان دستیار کمیسر این اداره مشغول به کار شد. کار او در آن زمان شامل بررسی رویه‌های تجاری انحصاری بود. او در سال ۱۹۴۰ به سمت رئیس شعبهٔ BLS ارتقاء یافت و سرپرستی گروهی را بر عهده داشت که به مطالعه بر روی قیمت‌ها و هزینه‌های زندگی می‌پرداختند. جوی بعدها دستیار و معاون کمیسر در این اداره شد. در این مدت او همچنین به‌عنوان مشاور در سازمان ملل متحد و کنفرانس‌های بین‌المللی، نمایندهٔ ایالات متحده بود. او در سال ۱۹۶۱ مشاور اقتصادی وزیر کار شد. در نهایت در اوایل دههٔ ۱۹۷۰ بازنشسته شد، اما به‌عنوان مدیر مطالعات آماری در کمیسیون اسناد فدرال، مجدداً به کار بازگشت.
جوی در ادارهٔ آمار کار، در سال ۱۹۴۶، و دوباره در سال‌های ۱۹۵۴–۱۹۵۵ به‌عنوان کمیسر موقت خدمت کرد. در دومین دورهٔ ریاست کمیسیون موقت، حقوق ۱۳٬۵۰۰ دلاری او را به پردرآمدترین کارمند زن فدرال تبدیل کرد.

## سایر فعالیت‌ها
در سال ۱۹۳۵، جوی به‌عنوان یکی از چندین نامزد ریاست مونت هول‌یوک در نظر گرفته شد، و سنت رهبری زنان در آن مدرسه را ادامه داد. با این حال، در عوض، به‌شکلی بحث‌برانگیز، هیئت امنای کالج روزول جی. هم را به عنوان رئیس این کالج انتخاب کردند.
او در سال ۱۹۵۲ رئیس انجمن آمار آمریکا شد.

## جوایز و تقدیرنامه‌ها
جوی در سال ۱۹۳۷ به‌عنوان یکی از اعضای انجمن آمار آمریکا انتخاب شد و دومین زن (پس از کیت کلاگهورن) بود که تا این سطح مورد تجلیل قرار گرفت.
او در سال ۱۹۶۰ یکی از دریافت‌کنندگان نخستین جایزهٔ زنان فدرال از کمیسیون خدمات کشوری ایالات متحده بود.

## زندگی شخصی
جوی در ۲۹ ژوئن ۱۹۳۵ با دیوید ال. ویکنز، اقتصاددان، سرهنگ نیروی هوایی ایالات متحده، دامدار، و عضو مجلس سنای داکوتای جنوبی ازدواج کرد. همسر لو در سال ۱۹۷۰ درگذشت. او پس از بازنشستگی در سال ۱۹۸۶ به می‌سی‌سی‌پی نقل مکان کرد.